# سليم عقار
سليم عقار ناقد وصحفي وإعلامي ومخرج سينمائي جزائري من مواليد 21 جوان 1968م بالجزائر العاصمة برز نجمه في إخراج الأفلام الوثائقية وكانت تجربته الأولى عام 1989م بفيلم: الله خلق الجبل والإنسان صنع المدينة , ثم إشتهر بكتابته على الجرائد الجزائرية الناطقة باللغة الفرنسية.
ويعد سليم عقار ناشط جمعوي بإمتياز حيث ترأس جمعية A nous les écrans وبفضلها أنشئ مهرجان الجزائر الدولي للسينماعام 2009م
ونظرا لمشواره الثري وشغفه بالسينما الجزائرية أدار سينيماتيك الجزائر عام 2018 م ثم أصبح مديرا
لـ: قناة الجزائر الدولية 

## مشواره
كانت لسليم عقار تجربة سينمائية عام 1989م حيث أخرج فيلم بعنوان: وفي عام 1992م تخرج من جامعة الجزائر بشهادة تخخص آداب لغة فرنسية ثم إلتحق بعالم الصحافة الناطقة بالفرنسية مما أتاح تكوين شخصية

## النشاط الجمعوي
في عام 2002م أسس سليم عقار جمعية A nous les écrans والتي أسست عام مهرجان الجزائر الدولي للسينما ومازال نشطا ليومنا هذا أنشأ كذلك موقع مخصص للسينما الجزائرية www.anouslesecrans.com وأطلق مسابقة وطنية للسيناريو، لتزويد الفائزين بوسائل الكتابة.
و نظرًا كونه رئيس جمعية ناشطة ومساهمة في الشأن السينمائي إضافة لمشواره المهني وتحكمه الجيد في اللغات العربية والفرنسية والإنجليزية، غالبًا ما تتم دعوته من قبل مهرجانات كعضو في لجنة التحكيم مثل: الإسكندرية ووجدة ومرسيليا في مهرجان الفيلم الأمازيغي بأزفون عام 2005.
في عام 2014 ، انضم إلى الإتحاد العربي للجمعيات السينمائية، والذي يجمع عدة مهرجانات: الرباط، والإسكندرية، ومسقط، وبيروت.
وفي عام 2015 أطلق صحيفة إلكترونية تحت اسم (DIA (Dernières Infos d'Algérie التي رسخت مكانتها كواحدة من أهم الصحف الإلكترونية في البلاد.

## فيلموغرافيا

سليم عقار رفقة أحمد بجاوي والمخرج الأمريكي أوليفر ستون

- سليم عقار رفقة أحمد بجاوي والمخرج الأمريكي أوليفر ستون 1989 : الله خلق الجبل والإنسان صنع المدينة
- 2007: تصوير في الجزائر [10]
- 2010: شهادات سجين فرنسي لدى جيش التحرير الوطني
- 2013 :مجاهد القلم

- 2017: فيلم شاهين والسينما الجزائرية
- 2018: قصة فيلم معركة الجزائر

## جوائز
- 2017م جائزة النخلة الذهبية لفيلم شاهين والسينما الجزائرية [11]

## مؤلفات

### كتب
- 2003 : السينما الجزائرية في أربعون عام "Les 40 ans du cinéma algérien" وذلك بمناسبة السنة الثقافية الجزائرية بفرنسا عام 2003م

## وظائف

### الصحافة
إشتغل سليم عقار في العديد من الجرائد الجزائر الناطقة باللغة الفرنسية على غرار:
- Expression
- Le Quotidien d'Oran
- Horizons

### مدير مؤسسات حكومية
- 2018 م مدير سينماتيك الجزائر
- 2021 م مدير قناة الجزائر الدولية